# Rašćane
Rašćane je naselje u sastavu grada Vrgorca u Splitsko-dalmatinskoj županiji. Ime je dobilo po hrastu, tj. hrastovim šumama kojima je taj kraj ranije obilovao (Hraštane -> Hrašćane -> Rašćane).

## Zemljopisni položaj
Rašćane je smješteno dijelom u zabiokovskoj udolini, koja se pruža u smjeru sjeverozapad – jugoistok i nalazi se na oko 300 m nadmorske visine, a drugim dijelom na obroncima planine Strana između 500 i 600 m nadmorske visine. Graniči s naseljima Kozicom na jugoistoku, Poljicima Kozičkim na istoku, selima Župom, na zapadu, Rašćanima Gornjim na sjeverozapadu, Slivnom na sjeveru, a na jugu i jugozapadu je planina Biokovo.
Jugozapadna strana Rašćana nalazi se većim dijelom na području Parka prirode Biokovo, čija je sjeveroistočna granica državna cesta D62. 
Rašćanska (raška) udolina je još u vrijeme Rimskog Carstva bila dobro prometno povezana u smjeru sjeveroistok – jugozapad povezujući Epetion (Stobreč) i Epidaurus (Cavtat). Na njenom se sjeveroistočnom dijelu nalazi relativno malo (usko i dugačko) krško polje (ilovača pomiješana sa šljunkom) koje je najvećim dijelom zasađeno vinovom lozom, dijelom manjim voćnjacima, a dijelom je zapušteno. Obradive vrtače (lokalni naziv „dolac“) na sjeveroistočnim padinama Biokova te na brdu Strani se uglavnom ne obrađuju.
Osim državne ceste D62 kroz Rašćane, točnije njegovim sjevernim dijelom, prolazi autocesta A1 s koje se do Rašćana može doći izlaskom na čvoru Zagvozd ili Ravča.

## Rašćanski (Raški) zaselci
Zaselci, koji se lokalno nazivaju košiluci (inačica turcizma komšiluk), razbacani su po rašćanskoj (raškoj) udolini između sela Župa i Kozica, te oko plodnih vrtača na Strani.
Rašćane ima 25 manjih i većih zaselaka, i to: Ljubeć, Rotni Dolac, Lužine, Rupa, Vodenjak, Gomila, Družijanići, Zelići, Boduli, Mali Godinj, Ožići, Veliki Godinj, Pejkovići, Njivice i Čelj koji su smješteni u i oko rašćanske (raške) udoline te Belaići, Knezovići, Bebeci, Panžići (Pandžići), Polizi, Sokoli, Moruklje, Gradina, Bašići i Nuići (Lauci) na Strani. 
Neki zaselci su danas napušteni i u njih samo povremeno zalaze potomci nekadašnjih žitelja, kao što su Ljubeć, Belaići (taj je zaselak potpuno uništen gradnjom autoceste A1), Knezovići, Bebeci, Panžići, Polizi, Bašići, Nuići i Gradina. Dio tog stanovništva je izumro ili odselio u veće gradove poput Splita, Makarske i Vrgorca, a dio živi na drugim lokacijama (novim zaselcima) u Rašćanima, kao što su Knezovića Selo, Bašića selo, Bebekovo Selo, Panžića Selo i Zavodac. To su najčešće bile tzv. vinice, tj. manje zgrade s podrumom za vino u blizini vinograda koji se prostiru na polju u rašćanskoj (raškoj) udolini te na ogranku toga polja koji „zadire“ u obronke Strane, a koji se zove Zavodac.

## Stanovništvo
Rašćane je naseljeno Hrvatima. Po popisu iz 2011. imalo je 130 stanovnika u 85 kućanstava.
Stanovništvo Rašćana je stalno raslo sve do Prvog svjetskog rata, kada je počelo opadati zbog rata i prvog većeg zabilježenog iseljavanja u primorska sela i gradove te u Australiju, Argentinu,  SAD, Kanadu i u druge prekomorske zemlje oko i nakon 1920. godine. Nakon Drugog svjetskog rata, a prema popisu iz 1948. godine, broj stanovnika je gotovo dosegao onaj iz popisa 1921. godine što je bio očiti znak „oporavka“ stanovništva Rašćana. Međutim, statistički podaci Državnog zavoda za statistiku bilježe veliki pad broja stanovnika već pri popisu iz 1953. godine. To je stoga što je, do tada jedinstveno selo, 1952. godine podijeljeno na dva dijela, i to: Rašćane Gornje i Rašćane. Pedesete i šezdesete godine 20. stoljeća i razvoj industrije u većim gradovima doveo je do preseljenja čitavih obitelji u primorske gradove, najčešće u Split i Makarsku, ali i do ponovnog značajnog odlaska „u svit“, kako su lokalni stanovnici nazivali iseljavanje u prekomorske zemlje.
Takva depopulacija nastavljena je sve do današnjih dana i prijeti skorim potpunim nestankom stanovništva sa stalnim boravkom u Rašćanima.
Stanovnici Rašćana su pretežito katolici, a u selu postoje dvije katoličke crkve: Sveti Mihovil i Sveti Stjepan.
| broj stanovnika | 749   | 876   | 949   | 1160  | 1362  | 1483  | 1435  | 1389  | 1428  | 904   | 843   | 586   | 375   | 316   | 204   | 130   | 107   |
|                 | 1857. | 1869. | 1880. | 1890. | 1900. | 1910. | 1921. | 1931. | 1948. | 1953. | 1961. | 1971. | 1981. | 1991. | 2001. | 2011. | 2021. |

## Povijest
Arheološkim istraživanjima tokom gradnje autoceste A1 (lokalitetu iznad zaselka Gradina) dokazano je da je područje Rašćana bilo naseljeno još u brončano doba. O životu na tim prostorima svjedoče i mnogobrojne gomile u kojima su pronađeni grobovi s kosturima za koje se zna da pripadaju Ilirima, odnosno ilirskim odličnicima (poglavarima naselja, obitelji i sl.). Na predjelu Grebine nalazi se skupina stećaka na kojima se mogu vidjeti neki karakteristični simboli s Istoka, poput kukastog križa i polumjeseca.
Kada su Hrvati naseljavali područje Dalmacije naselili su i područje Rašćana koje je bilo u sastavu župe Gorske koja se prvi put spominje Ljetopisu popa Dukljanina u 12. stoljeću. 
Različiti povijesni izvori Rašćane najčešće navode kao sastavni dio Vrdola, koji se u pisanim dokumentima prvi put spominje u Kreševskoj povelji 12. kolovoza 1434. godine. Međutim, ta ista povelja navodi i „... u Gorskoi župi: selo Draglan s pravimi, mejami i kotari i selo Kozicu s pravimi, mejami i kotari i selo Hraštane s pravimi, mejami i kotari i selo Vrh Doo s pravimi, ...“
Dakle, pored sela Vrh Doo (Vrdol) u Kreševskoj povelji se posebno spominje selo Hraštane (i to ne u sastavu sela Vrh Doo), koje mora biti današnje selo Rašćane u Zabiokovlju jer se nabrajaju redom: Draglan, Kozica, Hraštani, Vrh Doo, ... Iz toga se može zaključiti da Rašćane nije bilo u sastavu Vrdola.
Međutim, moguće je da je dio Rašćana nekada bio u sastavu Vrdola i to onaj koji naseljavaju mještani čiji se umrli ukopavaju kod crkve Sveti Mihovil. Naime, ta crkva se spominje kao „... crkva matica za selo Vrdol, a to je crkva Svetog Mihovila u Rašćanima, koja se započela graditi koncem XVI. stoljeća, i dovršena je 1601. ...“
Krajem 15. stoljeća tim su prostorom zavladali Turci. Usprkos toga, stanovnici toga i okolnih područja su zadržali katoličanstvo, zahvaljujući prvenstveno stalnom i neumornom djelovanju franjevačkog reda iz Makarske. Turci su s toga područja protjerani tek 2. kolovoza 1717. godine. To je 1718. godine potvrđeno Požarevačkim mirom kojim područje Rašćana i cijele tadašnje Imotske krajine potpada pod vlast Mlečana.
Nakon Napoleonovog pobjedonosnog pohoda u Italiju, Kampoformijski mir iz 1797. godine dovodi do podjele nekadašnjeg teritorija Mletačke Republike, pri čemu je područje Mletačke Dalmacije, a time i Rašćana, pripalo Austro-Ugarskoj.
Nakon Napoleonove pobjede nad Austro-Ugarskom u bitci kod Austerlitza i Požunskog mira u prosincu 1805. godine, Francuska je, pored Venecije, Istre i Boke kotorske, u svoj posjed dobila i Dalmaciju, koju su Francuzi zauzeli u veljači 1806. godine. Dalmacija je teritorijalno podijeljena na četiri okruga: Zadarski, Šibenski, Splitski i Makarski. Makarski okrug je, nadalje bio podijeljen na tri kotara: Makarska, Imotski i Korčula, a selo Rašćane je pripalo kotaru Imotski. U vrijeme vladavine Francuske, tj. u razdoblju od 1806. do 1809. godine, izgrađena je poznata Napoleonova cesta koja je djelomično još u funkciji i koja je, prolazeći kroz Župu, Rašćane, Kozicu, prema Vrgorcu dio sanašnje državne ceste D62.
Nakon Napoleonovog poraza u bitci kod Leipziga Dalmacija je ujesen 1813. godine došla pod vlast Austrijskog Carstva koje 1867. godine mijenja naziv u Austro-Ugarska. 
Završetkom Prvog svjetskog rata 1918. godine i raspadom Austro-Ugarske monarhije selo Rašćane je od 1. prosinca 1918. godine u sastavu novostvorene Kraljevine Srba, Hrvata i Slovenaca. Ta kraljevina 3. listopada 1929. godine mijenja naziv u Kraljevina Jugoslavija.
Početkom Drugog svjetskog rata i raspadom Kraljevine Jugoslavije Rašćane ulazi u sastav Nezavisne Države Hrvatske (NDH) koja je osnovana 10. travnja 1941. godine. Iako je tadašnji kotar Imotski bio u sastavu NDH, i to u sklopu Velike župe Cetina, stvarnu vlast su imali Talijani. U stvari, s obzirom na to da je Rašćane bilo daleko od većih upravnih i vojnih središta, na tom području nije bilo gotovo nikakvih vojnih djelovanja, a različite vojske (Talijani, ustaše, partizani) su samo prolazile i nikada se nisu dugo zadržavale. Ipak, hercegovački četnici, koji su s Talijanima sudjelovali u operaciji „Albia“ protiv partizana na Biokovu, zadržali su se dovoljno dugo da 29. kolovoza 1942. godine izvrše pokolj u Zabiokovlju, ubivši pitom 37 muškaraca iz Rašćana i još 104 stanovnika sela Kozica i Dragljane. Tim žrtvama treba pridodati i tri svećenika: kozičkog fra Ladislava Ivankovića, rašćanskog don Ivana Čondića i župskog don Josipa Braeonovića.
Završetkom Drugog svjetskog rata Rašćane je u sastavu Jugoslavije, koja je pod dominantnim utjecajem komunista i pod različitim nazivima postojala je sve do 1991. godine 
Sabor Republike Hrvatske je 25. lipnja 1991. godine donio Ustavnu odluku o suverenosti i samostalnosti Republike Hrvatske i od kada je Rašćane u sastavu Republike Hrvatske.
Administrativno uređenje područja Zabiokovlja iz doba Francuske vladavine na tim prostorima, barem u dijelu koji se odnosi na selo Rašćane, vrijedila je sve do 1952. godine. Tada je, na zahtjev nekih utjecajnijih mještana, provedeno izjašnjavanje (referendum) sa željom da se Rašćane pripoji kotaru Makarska, opravdavajući to ekonomskim razlozima (bolja prometna povezanost i sl.). S obzirom na to da su rezultati izjašnjavanja po pojedinim zaselcima bili takvi da ih nije bilo moguće „silom“ odcijepiti od kotara Imotski, dotadašnje jedinstveno selo Rašćane je podijeljeno na dva nova sela: Rašćane (sa zaselcima Ljubeć, Rotni Dolac, Lužine, Rupa, Vodenjak, Gomila, Družijanići, Zelići, Boduli, Mali Godinj, Ožići, Veliki Godinj, Pejkovići, Njivice, Čelj, Belaići, Knezovići, Bebeci, Panžići, Polizi, Sokoli, Moruklje, Gradina, Bašići i Nuići) i Rašćane Gornje (sa zaselcima Ercezi, Šimići, Prgometi, Selaci, Lendići i Karlušići).
Novijom administrativnom podjelom, još u vrijeme Jugoslavije (SFRJ), Rašćane je pripalo općini Vrgorac, a raspadom Jugoslavije (SFRJ) 1991. godine cijela ta općina (pa tako i Rašćane) je u sastavu Republike Hrvatske. Nakon što je 2006. godine Vrgorac dobio status grada, Rašćane postaje naselje grada Vrgorca.

## Običaji
Više stoljeća se u noći sa Svih Svetih na Dušni dan, zvanoj „Mrtva noć”, izvodi brecanje zvona potezanjem konopa zvona župne crkve sv. Mihovila. Zvona zvone u paru, a zvoniti može bilo tko, uz uvjet da se zvonjava ne prekida. Tijekom brecanja čitaju se imena preminulih mještana.

## Vanjske poveznice
- Rašćane  Arhivirana inačica izvorne stranice od 18. siječnja 2021. (Wayback Machine)
- Župa Biokovska

|  | Portal Hrvatske – Pristup člancima s tematikom o Hrvatskoj. |